# Lichtheimia
Lichtheimia är ett släkte av svampar. Lichtheimia ingår i familjen Lichtheimiaceae, ordningen Mucorales, divisionen oksvampar och riket svampar.
| Lichtheimia | \| \| Lichtheimia corymbifera \| \| \| \| \| \| Lichtheimia ramosa \| \| \| \| \| \| Lichtheimia hyalospora \| \| \| \| \| \| Lichtheimia blakesleeana \| \| \| \| |
|             | \| \| Lichtheimia corymbifera \| \| \| \| \| \| Lichtheimia ramosa \| \| \| \| \| \| Lichtheimia hyalospora \| \| \| \| \| \| Lichtheimia blakesleeana \| \| \| \| |
|             | Lichtheimia corymbifera |
|             | |
|             | Lichtheimia ramosa |
|             | |
|             | Lichtheimia hyalospora |
|             | |
|             | Lichtheimia blakesleeana |
|             | |

|  | Lichtheimia corymbifera  |
|  |                          |
|  | Lichtheimia ramosa       |
|  |                          |
|  | Lichtheimia hyalospora   |
|  |                          |
|  | Lichtheimia blakesleeana |
|  |                          |